# 菲塞 (科多尔省)
菲塞（法語：Fussey，法語發音：[fysɛ]）是法国科多尔省的一个市镇，属于博讷区。

## 地理
菲塞（47°7'8"N, 4°50'9"E）面积7.73 平方千米，位于法国勃艮第-弗朗什-孔泰大區科多尔省，该省份为法国中东部省份，北起奥布省，西接涅夫勒省和约讷省，南至索恩-卢瓦尔省，东南接汝拉省，东临上索恩省，东北部与上马恩省接壤。
与菲塞接壤的市镇（或旧市镇、城区）包括：代坦和布吕昂、埃什夫罗讷、阿尔瑟南、布扬、马雷莱菲塞。

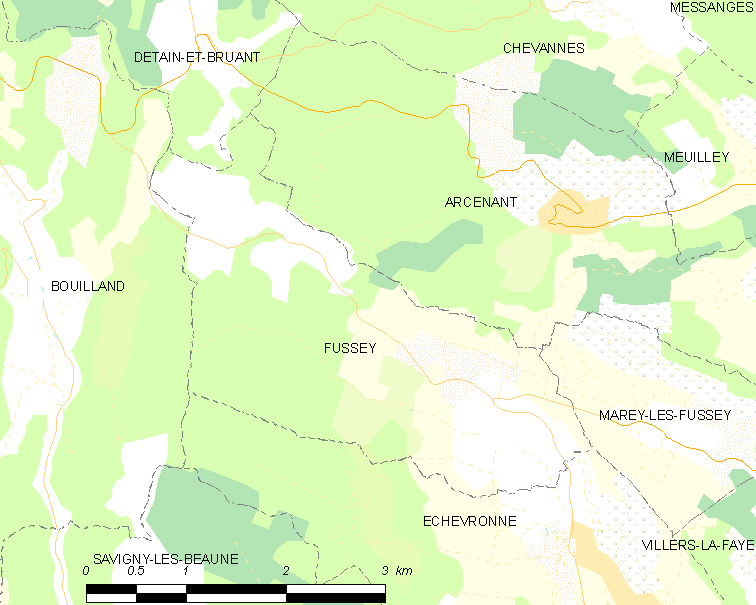
的OSM定位图

菲塞的时区为UTC+01:00、UTC+02:00（夏令时）。

## 行政
菲塞的邮政编码为21700，INSEE市镇编码为21289。

## 政治
菲塞所属的省级选区为尼伊圣乔治县。

## 人口

1962-2008年间人口变化图示

菲塞于2022年1月1日时的人口数量为122人。